# Flora Price
Flora Mathilde Henriette Lewin, gift Price (5. november 1813 i London – 2. november 1863 på Frederiksberg) var en dansk/engelsk danserinde. I Pantomimerne på Morskabstheatret udførte hun rollen som Harlekin og var senere bl.a. på Casino. 
Lewin var datter af den engelske mimiker Joseph L. Lewin og Juliette Rosette Moon (eller Maan). Mod sin jødiske fars vilje blev hun gift 27. oktober 1830 med Adolph Price (1805-1890), og de var forældre til Juliette, Sophie og Waldemar Price. Søster til Rosa Price.
Det Kongelige Bibliotek har to fotografier af Flora Price af Georg E. Hansen.